# Alina Zmushka
Alina Iharauna Zmushka (en bielorruso: Аліна Ігараўна Змушка; Kalínkavichy, 5 de enero de 1997) es una deportista bielorrusa que compite en natación, especialista en el estilo braza.
Ganó una medalla de bronce en el Campeonato Mundial de Natación de 2025, en la prueba de 200 m braza. Participó en dos Juegos Olímpicos de Verano, en los años 2020 y 2024, ocupando el octavo lugar en París 2024, en la prueba de 100 m braza.

## Palmarés internacional
| Campeonato Mundial | Campeonato Mundial  | Campeonato Mundial | Campeonato Mundial |
| Año                | Lugar               | Medalla            | Prueba             |
| ------------------ | ------------------- | ------------------ | ------------------ |
| 2025               | Singapur (Singapur) | Medalla de bronce  | 200 m braza        |